# Inembargabilidad
En Derecho, los bienes inembargables son aquellos bienes que están excluidos de la ejecución y no pueden ser embargados. 
El principio general imperante en Derecho Civil es la responsabilidad patrimonial universal, y según este principio, el embargo puede recaer, de forma genérica, sobre cualquier bien o derecho de carácter económico que pertenezca al ejecutado. Sin embargo el legislador puede establecer excepciones a este principio, con el fin de proteger otros derechos, valores o intereses de carácter constitucional. Los supuestos que establece cada legislador pueden ser múltiples y variados en cada legislación.

## Inembargabilidad en el Derecho español
La Ley de enjuiciamiento civil de España distingue entre bienes absolutamente inembargables, bienes inembargables del ejecutado y bienes relativamente inembargables como son los sueldos y pensiones que sólo pueden embargarse en una parte.
- Son bienes absolutamente inembargables:
  - Los bienes que hayan sido declarados inalienables por la ley.
  - Los derechos accesorios, que no sean alienables con independencia del principal. Este es un caso de inembargabilidad técnica, en el caso de derechos asociados a otro principal.
  - Los bienes que carezcan, por sí solos, de contenido patrimonial.
  - Los bienes expresamente declarados inembargables por alguna disposición legal.

- Son inembargables los siguientes bienes del ejecutado:
  - El mobiliario y el menaje de la casa, así como las ropas del ejecutado y su familia, en lo que no pueda considerarse superfluo. En general, aquellos bienes como alimentos, combustible y otros que, a juicio del tribunal, resulten imprescindibles para que el ejecutado y las personas de él dependientes puedan atender con razonable dignidad a su subsistencia. La finalidad de esta inembargabilidad, como indica la propia ley, radica en asegurar la subsistencia digna del ejecutado y de su familia.
  - Los libros e instrumentos necesarios para el ejercicio de la profesión, arte u oficio a que se dedique el ejecutado, cuando su valor no guarde proporción con la cuantía de la deuda reclamada. La ley trata de evitar que el deudor quede privado de medios indispensables para conseguir una subsistencia digna.
  - Los bienes sacros y los dedicados al culto de las religiones legalmente registradas.
  - Las cantidades expresamente declaradas inembargables por Ley.
  - Los bienes y cantidades declarados inembargables por Tratados ratificados por España.
- Los salarios y pensiones son parcialmente inembargables, pues en la medida que no superen el salario mínimo interprofesional no pueden ser embargados. Si excede, el embargo se podrá llevar a cabo de acuerdo con la siguiente escala: 
  - primera cuantía adicional hasta la que suponga el importe del doble del salario mínimo interprofesional, el 30%;
  - para la cuantía adicional hasta el importe equivalente a un tercer salario mínimo interprofesional, el 50%;
  - a un cuarto, el 60%;
  - a un quinto, el 75%;
  - Para cualquier cantidad que exceda de la anterior cuantía, el 90%.

No obstante, teniendo en cuenta, por un lado, las cargas familiares del ejecutado, el secretario podrá aplicar una rebaja entre un 10 y un 15% en los porcentajes señalados (salvo con relación al mencionado 90%); y, por otro, esta escala no será aplicable en la ejecución de sentencias que condenen al pago de alimentos legales o procedentes de procesos de nulidad, separación o divorcio, en los el Juez podrá fijar la cantidad a embargar.
La LEC no regula el caso de embargo de cuentas bancarias en las que se hayan cobrado sueldos. y en los que el ejecutado no hubiera retirado de esa cuenta el importe del sueldo, planteándose el problema de determinar si el importe del sueldo ingresado en la cuenta se puede acoger a efectos del embargo a la escala anteriormente expuesta y por tanto ser parcialmente inembargable o, en cambio, debe calificarse como saldo cualquiera que el ejecutado tiene contra la entidad bancaria y pudiendo ser embargado completamente. 
La Ley General Tributaria, para los créditos tributarios, regula este caso, estableciendo que cuando en la cuenta afectada por un embargo se efectúe el cobro de sueldos, salarios o pensiones, deberán respetarse las limitaciones a que se refiere la Ley de Enjuiciamiento Civil respecto del importe de dicha cuenta correspondiente al sueldo, salario o pensión de que se trate. A estos efectos se considerará sueldo, salario o pensión el importe ingresado en dicha cuenta por ese concepto en el mes en que se practique el embargo o, en su defecto, en el mes anterior.
Otro supuesto destacable de derechos inembargables son los derechos consolidados de planes y fondos de pensiones hasta el momento en que se cause la prestación o en que se hagan efectivas en los supuestos de enfermedad grave o desempleo de larga duración.